# 국제측량사연맹
국제측량사연맹(國際測量士聯盟, 약칭 FIG, 프랑스어: Fédération Internationale des Géomètres에서 유래)은 측량 및 관련 학문 분야를 위한 UN 공인 글로벌 조직이다. 1878년에 설립되었으며, 1999년에 법인으로 설립되었다. 2012년 8월 기준 FIG는 88개국에서 106개의 회원 협회를 두고 있다.

## 회원 자격
FIG는 다섯 가지 회원 자격 범주와 두 가지 명예 회원 자격 수준을 가지고 있다. 다음 다양한 회원 자격 범주를 통해 120개국이 FIG에 대표된다.
- 회원 협회: 하나 이상의 측량 분야를 대표하는 국가 협회
- 제휴 회원: 전문 활동을 수행하지만 회원 협회 기준을 충족하지 못하는 측량사 또는 측량 조직 그룹
- 기업 회원: 측량사 직업과 관련된 상업 서비스를 제공하는 조직, 기관 또는 대행사
- 학술 회원: 하나 이상의 측량 분야에서 교육 또는 연구를 장려하는 조직, 기관 또는 대행사
- 통신 회원: 회원 자격이 있는 측량사 협회나 단체가 없는 국가의 개인

FIG는 또한 전직 회장 및 국제 수준에서 측량 직업의 발전과 홍보에 실질적으로 기여한 개인을 위한 명예 회원 자격 범주를 가지고 있다.

## 상설 기관
FIG는 다음과 같은 상설 기관을 설립했다.
- 국제 지적 및 토지 기록 사무소(Office International du Cadastre et du Régime Foncier – OICRF)
- 국제 측량 및 측정 역사 기관. 이것은 1980년경 FIG가 설립한 임시 위원회의 작업을 계속하면서 1998년에 정식으로 설립되었다.[3]

## 파트너 기관
FIG는 국제과학연맹위원회(ICSU)의 과학 제휴 회원이다.

## 같이 보기
- 미국 측량 및 지도 제작 학회
- 캐나다 지오매틱스 연구소